# 滿文老檔
《滿文老檔》，亦稱《老滿文原檔》、《無圈點檔》，是滿文創制後的第一部滿文文獻，為編年體史書。由額爾德尼、噶蓋、庫爾纏等撰，共40冊。
《满文老档》是经过清廷编辑整理过的满文档案，不等同于《旧满洲档》（又稱《滿文原檔》、《老滿文檔》）。
《滿文老檔》記事起於明萬曆三十五年（清天命前九年，1607年），迄於明崇禎九年（清崇德元年，1636年），明万历二十七年（1599年）努尔哈赤命额尔德尼和噶盖创制满文，称为“无圈点满文”或“老满文”。《滿文老檔》最早是用無圈點老滿文書寫，夾雜有蒙古文。皇太极命达海对老满文进行改造，称为“加圈点满文”或“新满文”。天聰六年（1632年）後，《滿文老檔》又使用加圈點新滿文，記載著清人入關前努爾哈赤、皇太極兩朝的歷史、經濟、軍事、文化等史料。
1905年該書由日本漢學家內藤湖南在瀋陽故宮的崇謨閣裡再度發現，向學術界介紹。《滿文老檔》的名字是由內藤湖南命名。
《滿文老檔》文法結構簡單，內容生動有趣，開啟了滿族作家文學之先河。《滿文老檔》原稿本37冊，1935年又發現3冊，合計40冊，現存於臺北國立故宮博物院。乾隆四十三年（1778年）依据《满文老档》原本重抄，分老满文本和新满文本两部重抄本，乾隆四十四年自北京移至盛京崇谟阁，现保存於中国第一历史档案馆與辽宁省档案馆。

### 文獻
- 〈中日兩國對於兩種滿文老檔的研究〉，《二十世紀之史學》，臺北：正中書局，1956。
- 欧立德：〈滿文檔案與新清史 （页面存档备份，存于）〉。
- 刘厚生. . 《清史研究》. 1991, 6 (4)  [2024-04-29]. （原始内容存档于2024-08-19）.